# Bituminaria
Bituminaria é um género botânico pertencente à família Fabaceae.